# Zèbre de montagne de Hartmann
Equus zebra hartmannae
Sous-espèce
Statut de conservation UICN

 VU C1 : Vulnérable
Répartition géographique
 (janvier 2017).
Si vous disposez d'ouvrages ou d'articles de référence ou si vous connaissez des sites web de qualité traitant du thème abordé ici, merci de compléter l'article en donnant les références utiles à sa vérifiabilité et en les liant à la section « Notes et références ».
Le zèbre de Hartmann (Equus zebra hartmannae) est une sous-espèce du zèbre de montagne. Il vit en Namibie et en Afrique du Sud. Son nom lui vient du scientifique et explorateur allemand Georg Hartmann (1865-1945).

## Description
Le zèbre de Hartmann est plus petit et plus trapu que le zèbre de Burchell avec qui il partage son aire de répartition dans le nord de la Namibie. Il est également plus densément zébré, surtout au niveau des membres. Son museau et la base de ses sabots sont nuancés de roussâtre. Sa crinière est plus hérissée et moins délimitée que celle du zèbre de Burchell. Les poulains pèsent en moyenne 25 kg à la naissance.

### Mensurations
- Hauteur au garrot : 120 cm à 140 cm (130 cm en moyenne)
- Poids(étalon) : 276 kg - Les vieux étalons peuvent peser jusqu'à 343 kg.
- Poids(jument) :240 kg - Les femelles âgées peuvent peser jusqu'à 298 kg maximum.

## Comportement
Cette espèce est diurne et active très tôt dès le matin. En été les fortes températures obligent ces animaux à se reposer sous les arbres pour profiter de l'ombre. En hiver par contre ils se réchauffent sur les versants rocheux dès le lever du soleil pour compenser la froideur des nuits namibiennes. La présence d'eau est essentielle à leur survie, s'ils n'en trouvent pas à l'air libre ils sont capables de creuser jusqu'à un mètre de profondeur pour atteindre des sources souterraines. Les zèbres de Hartmann se roulent souvent dans la poussière.
Deux types de groupes sont retrouvés : les groupes composés d'un étalon dominant plusieurs juments, et les groupes de mâles célibataires. Ces derniers constituent en quelque sorte une « réserve » pour le remplacement des étalons. Les célibataires basent leur hiérarchie sur des critères physiques. De nombreux affrontements, généralement peu violents, ont lieu, ce qui permet d'affirmer leur rang. Quand deux troupeaux se rencontrent, les deux étalons peuvent se défier. Les poulains naissent toute l'année, mais généralement durant la saison des pluies (novembre-avril), après une gestation de 12 mois. Les parents les protègent farouchement, tuant parfois les prédateurs (hyènes, lions, chacals...) qui les attaquent. Les petits sevrés sont chassés par les juments qui attendent un nouveau poulain. C'est alors que ces jeunes mâles rejoignent un groupe de célibataires.
Les étalons émettent un grognement ou un cri strident d'alarme. Les célibataires font entendre un cri perçant prolongé en signe de soumission.
D'après la Réserve Africaine de Sigean, Les zèbres de montagne peuvent courir jusqu'à 65 km/h.

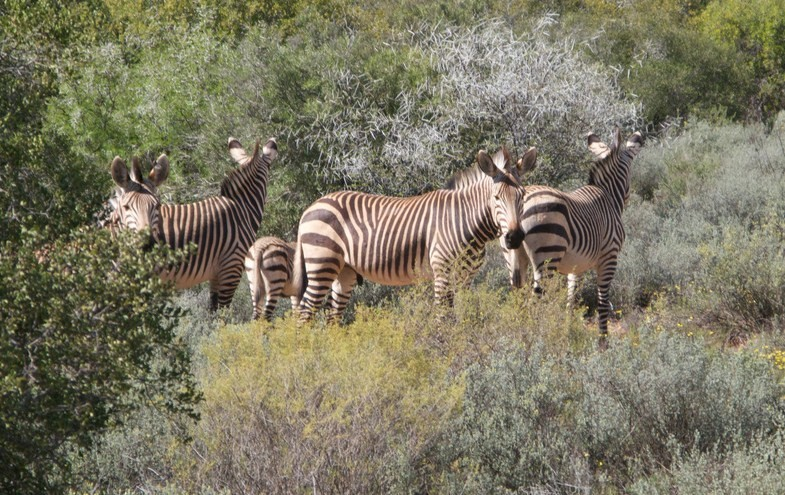
harem de zèbres de montagne

## Habitat et répartition
Cette espèce vit sur les escarpements accidentés et montagneux, en savanes semi-arides, avec une forte présence de graminées et de nombreux points d'eau. Cette espèce est quasiment endémique de la Namibie, elle n'est donc retrouvée que dans une zone très réduite au sud-ouest de l'Angola. Il en existe également un groupe dans le Parc transfrontalier du ǀAi-ǀAis/Richtersveld en Afrique du Sud. Il y a quatre populations : depuis la Province de Kunene vers le sud jusqu'au fleuve Ugab, vers l'est jusqu'au district d'Outjo, ainsi que dans le sud-est de Namibe (province) et l'est de Kunene en Angola ; les Montagnes Erongo ; l'escarpement depuis le fleuve Swakop jusqu'aux montagnes Naukluft au sud, et le long du Kuiseb et du Gaub vers l'est, jusqu'au Khomas Hochland ; le Fish River Canyon et les montagnes Huns près du fleuve Orange.

## Statut et conservation
La population vivant dans la nature était estimée à 13 000 individus dans les années 1995. Depuis 1998 la population a augmenté pour atteindre 26 000 individus. Par ailleurs, 362 individus vivent dans 47 parcs zoologiques à travers le monde. Cette espèce est considérée comme en danger ("EN") selon la liste rouge des espèces menacées UICN. Son aire de répartition a été particulièrement fragmentée à cause de l'agriculture et de l'élevage. Autrefois on le trouvait sans discontinuer depuis l'extrême sud-ouest de l'Angola jusqu'au sud du fleuve Orange en passant par tout l'ouest de la Namibie (à l'exception des dunes côtières). Les fortes périodes de sécheresse peuvent avoir un impact très grave sur les populations. La Guerre civile en Angola ayant complètement détruit les terres agricoles, les éleveurs se doivent de trouver de nouvelles terres et donc empiètent sur le territoire des zèbres.
Populations :
- 1950 : entre 50 000 et 75 000
- 1992 : approximativement 8 000
- 1998 : approximativement 26 000
- 2010 : approximativement 60 000

## Photographie

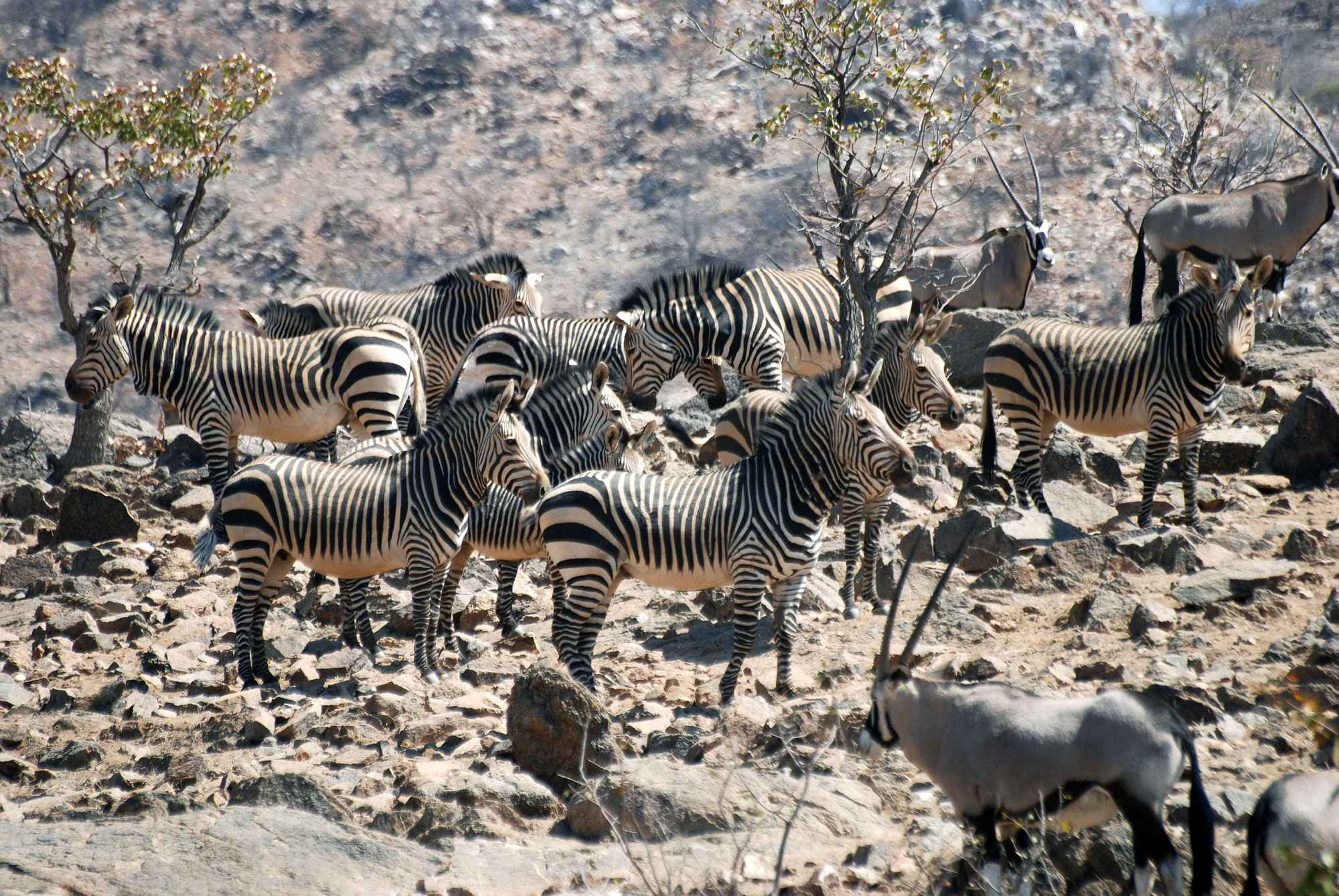
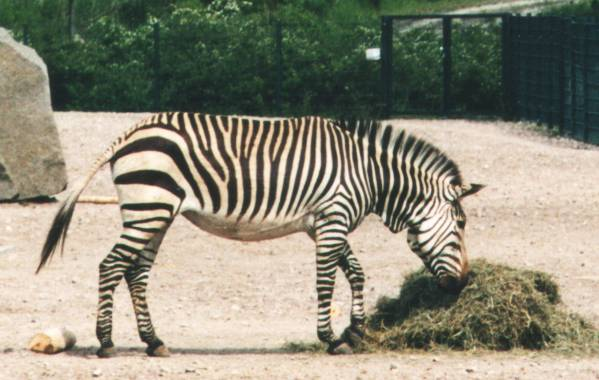
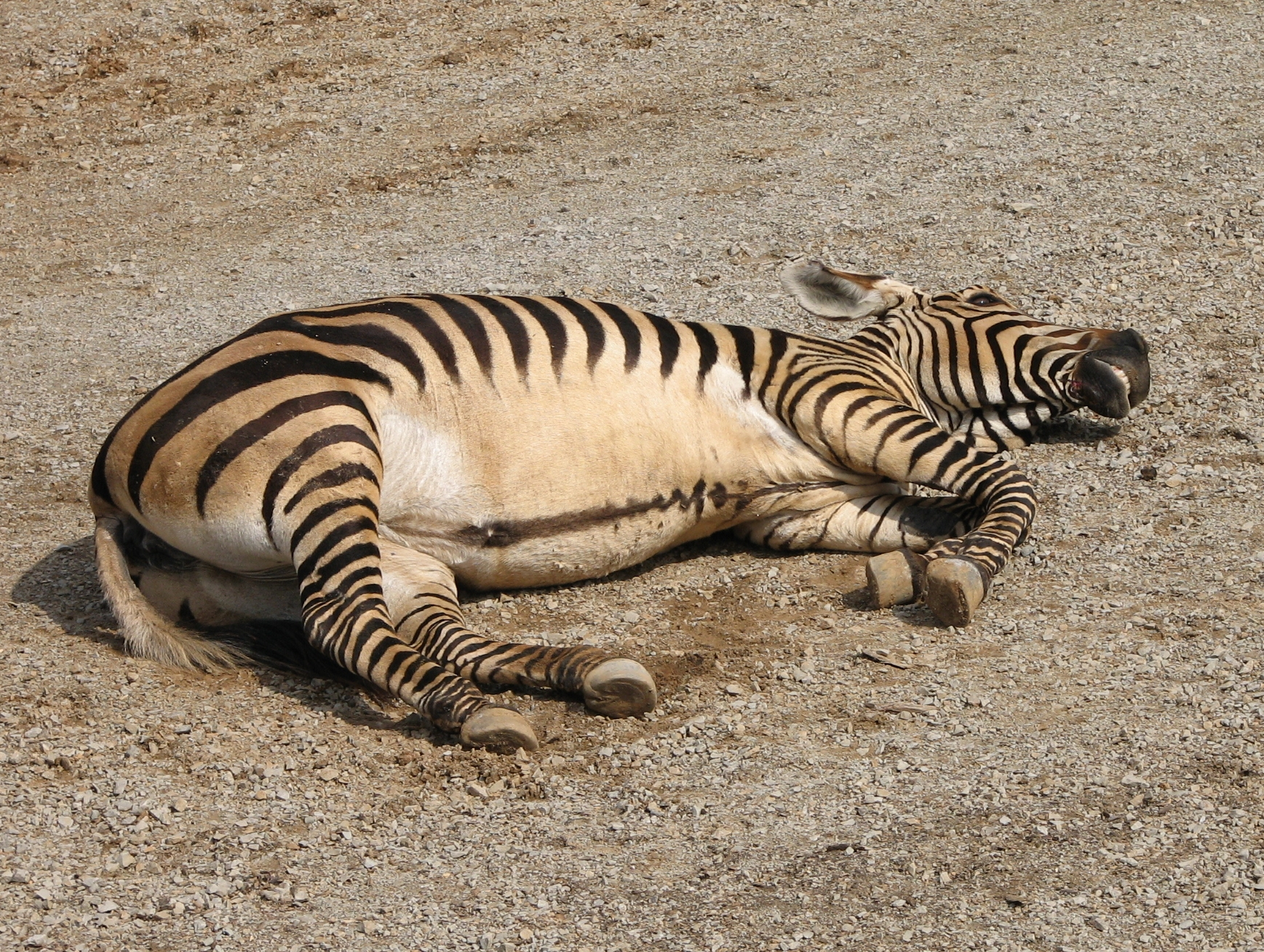
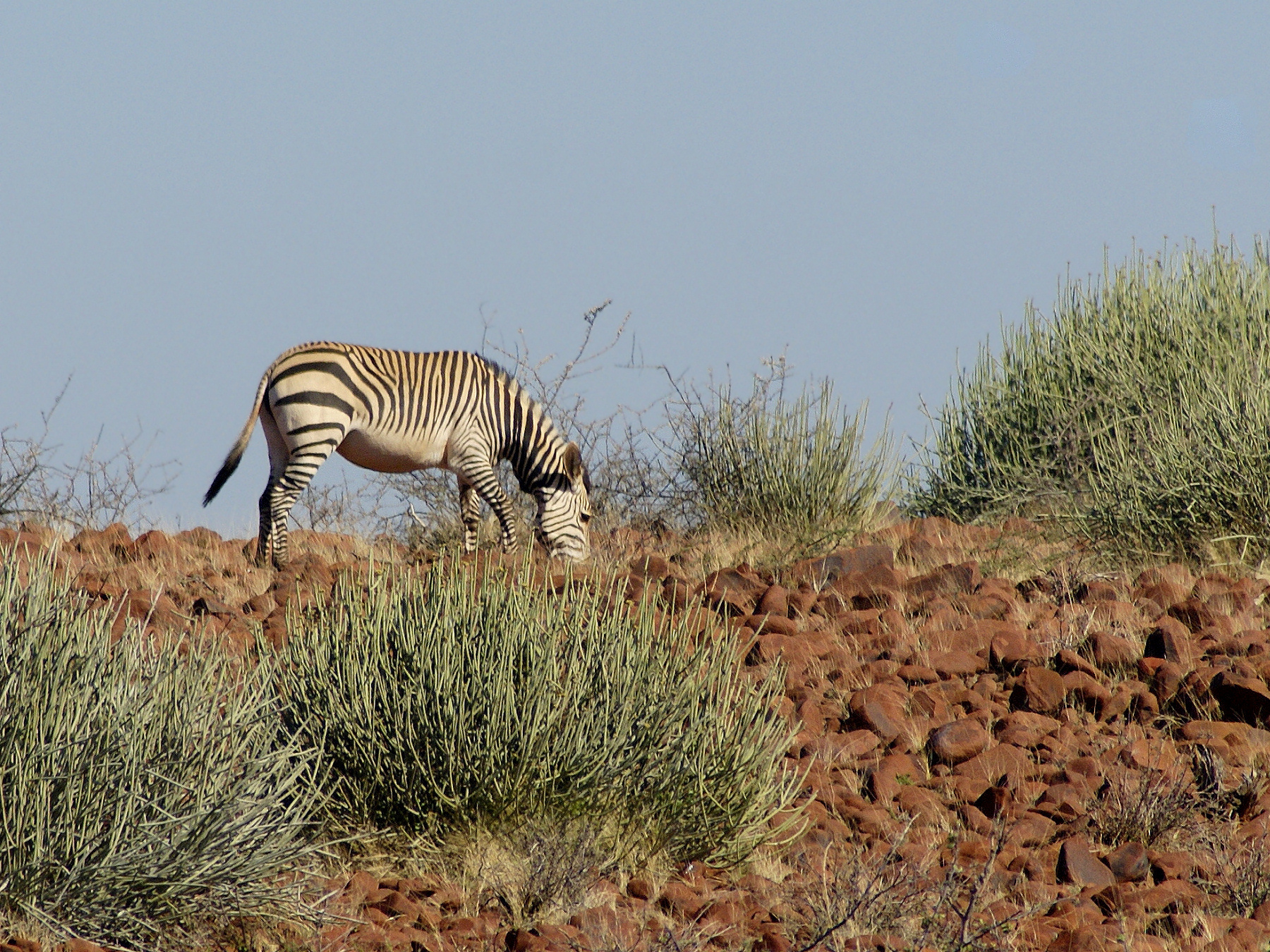